# 幾內亞非鯽
幾內亞非鯽（学名：Coptodon guineensis）為輻鰭魚綱䲁形目麗魚科的一種鱼类，其种加词“guineensis”意为“几内亚的”。分布於非洲塞內加爾河口到Cuanza河淡水、半鹹水流域，體長可達30公分，棲息在中底層水域，以貝類、蝦子、浮游生物等為食，生活習性不明，可作為觀賞魚及食用魚。